# Martin Nahálka
Martin Nahálka (* 19. května 1980 Liptovský Mikuláš) je slovenský televizní, divadelní a filmový herec.

## Životopis
Vyučil se kuchařem-čišníkem. V letech 1998–2002 vystudoval Vysokou školu múzických umění v Bratislavě v ročníku pod vedením profesorů Petera Mankoveckého a Zuzany Kronerové. Poté nastoupil do angažmá ve Státním divadle v Košicích. Od roku 2003 působí v Divadle Andreje Bagara v Nitře. V roce 2011 si zahrál ve videoklipu k písni „Mám v piči na lehátku“ rockové skupiny Horkýže Slíže.
Má syna Jakuba.

## Filmografie

### Film
- 2000 Za mestskými múrmi: Obeť (TV film) – role: ?
- 2002 Kruté radosti – role: bratr
- 2004 Konečná stanice – role: ?
- 2007 Poločas rozpadu – role: ?
- 2008 Tobruk – role: četař Borný
- 2009 Nedodržený slib – role: první gardista
- 2010 Hasiči (TV film) – role: Kábul
- 2016 Zázračný nos (TV film) – role: zbojník
- 2016 Agáva – role: ?
- 2019 Nabarvené ptáče – role: velitel rudých partyzánů
- 2020 Zpráva – role: člen Hlinkovy gardy
- 2021 Jozef Mak (TV film) – role: Latinák
- 2022 Arvéd – role: předseda soudního senátu
- 2024 MIKI – role: Martin Laboš

### Televize
- 1998 Za mestskými múrmi (TV seriál) – role: ?
- 2000 Ako divé husi (TV seriál) – role: Lojzo
- 2007 Ordinácia v ružovej záhrade (TV seriál) – role: ?
- 2008 Panelák (TV seriál) – role: Aleš
- 2009 Nikdy neříkej nikdy (TV seriál, díl: „Zuzka“) – role: ?
- 2010 Kriminálka Staré Město (TV seriál, 4 díly) – role: Ficko
- 2011 Dr. Ludsky (TV seriál, 9 dílů) – role: Mandelský
- 2012 Mesto tieňov (TV seriál, díl: „Veľký hráč“) – role: ?
- 2012 Horúca krv (TV seriál) – role: ?
- 2012 Doma na porádku (internetový seriál) – role: Zdeno
- 2013 Pravdivé príbehy s Katkou Brychtovou (TV seriál) – role: ?
- 2014 Vdova (TV seriál) – role: ?
- 2014 Tajné životy (TV seriál, díl: „Epizoda 2“) – role: ?
- 2014 Superhrdinovia (TV seriál, díl: „Šupina“) – role: ?
- 2014 Ochránci (TV seriál) – role: ?
- 2015 Divocí koně (TV seriál) – role: Mário Gajdoš
- 2016 Za sklem (TV seriál, 2 díly) – role: Milan Drobný
- 2016–2019 Naši (TV seriál, 109 dílů) – role: Rasťo
- 2017 1890 (TV seriál, 13 dílů) – role: žandár Nahálka
- 2018 Semafor (TV seriál, 20 dílů) – role: Maťo
- 2018 Milenky (TV seriál, 12 dílů) – role: Daniel
- 2018 Kuchyňa (TV seriál, díl: „Episode 3“) – role: Luciin bývalý
- 2018 Inspektor Max (TV seriál, díl: „Výlet“) – role: ?
- 2019 Strážmistr Topinka (TV seriál, díl: „Zločin na svatbě“) – role: Mojmír Máslo
- 2019 Kavej: Z východu na západ (TV seriál, díl: „Ježiško existuje?“) – role: Ježíšek/taxikář
- 2020 Červené pásky (TV seriál, 2 díly) – role: ?
- 2020 Prázdniny (TV seriál, díl: „Miňo a Marcel“) – role: ?
- 2022 Ultimátum (TV seriál, díl: „Epizoda 6“) – role: MUDr. Samuel Braun
- 2023 Duch (TV seriál, 8 dílů) – role: Viktor Považan
- 2024 Čas nádejí (TV seriál, díl: „Episode 1“) – role: Maté
- 2024 Slasti, strasti! (TV seriál, díl: „Chata / Prvý ohňostroj“) – role: ?
- 2024 Kriminálka Kraj (TV seriál, díl: „Priveľa červených psov“) – role: ?

### Videoklipy
- 2011 „Mám v piči na lehátku“ – Horkýže Slíže – role: syn
- 2011 „Prečo plačeš Vilém?“ – BijouTerrier